# Myanmar van A tot Z

## .
.bu - .mm

## A
Air Bagan - Akyab - Amarapura - Andamanse Zee - ASEAN - Koninkrijk Arakan - Commissarissen van Arakan - Koningen van Arakan - Aung San - Aung San Suu Kyi - Austronesische talen - Ava - Ayeyarwady - Ayeyarwady (rivier) - Aziatische weg 1 - Aziatische weg 2

## B
Bagan (rijk) - Bagan (stad) - Bago (regio) - Bago (stad) - Bedevaart in het boeddhisme - Beenroeiers - Bergvolk - Birma - Birmaans - Birmaspoorlijn - Birmese namen - Birmese weekschildpad - de Boeddha van Schwethalyaung - Boeddhistische stromingen

## C
Chin - Chula Sakarat - Cycloon Nargis

## D
Derde Birmaanse koninkrijk - Dodenspoorlijn - Diplomatieke betrekkingen tussen Japan en ASEAN

## E
Eerste Birmaanse koninkrijk

## G
Gangesgaviaal - Gba Majay Bma -
Gouden Driehoek - Gouden Rots

## I
Indisch subcontinent - Indochina - Inlemeer - Inwa - Irrawaddy - Irrawaddydolfijn - ISO 3166-2:MM

## J
Jappenkamp

## K
Kachin - Kalender van Myanmar - Karen (volk) - Kayah - Kayin - Koningscobra - Kreeftskeerkring - Kyaikpunpagode - Kyat

## L
Landengte van Kra

## M
Magway (regio) - Magwe - Malakka - Malayo-Polynesische talen - Maleisische boomslang - Mandalay (regio) - Mandalay (stad) - Maner Plaw - Mawlamyine - Mekong - Militaire dictatuur - Millardia kathleenae - Min Ko Naing - Minst ontwikkelde landen - Moesson (regentijd) - Moessonklimaat - Mon - Moulmein - Mount Popa - Myanmar

## N
Nan Chao - Naypyidaw - Netpython

## O
Orde van Birma (Verenigd Koninkrijk)

## P
Pagan (stad) - Pagan (rijk) - Pagode - Pegu (stad) - Pegu (rijk) - Prome - Pyay - Pyinmana

## R
Rakhine

## S
Sagaing (regio) - Saki - Saruskraanvogel - Schwedagonpagode - de Boeddha van Schwethalyaung - Shan - Sittwe - State Law and Order Restoration Council

## T
Tanintharyi - Thanaka - U Thant - Tibeto-Burmaanse talen - Tweede Birmaanse koninkrijk - Tijdzone van Myanmar - Toetreding van Myanmar tot ASEAN

## U
U Bein brug - UTC+6:30

## V
Verspreiding van het Theravada - Vipassana - Vlag van Myanmar - Vlaggen van gebieden met separatistische of irredentistische bewegingen - Vlinderagame - Vlaggen van Myanmar - VOC in Birma - Voetbalelftal van Myanmar - Volkslied van Myanmar

## Y
Yangon (regio) - Yangon (stad)

## Z
Zeekrokodil - Zuidoost-Azië